# Kurarua constrictipennis
Kurarua constrictipennis är en skalbaggsart som beskrevs av J. Linsley Gressitt 1936. Kurarua constrictipennis ingår i släktet Kurarua och familjen långhorningar. Inga underarter finns listade i Catalogue of Life.